# Przeor

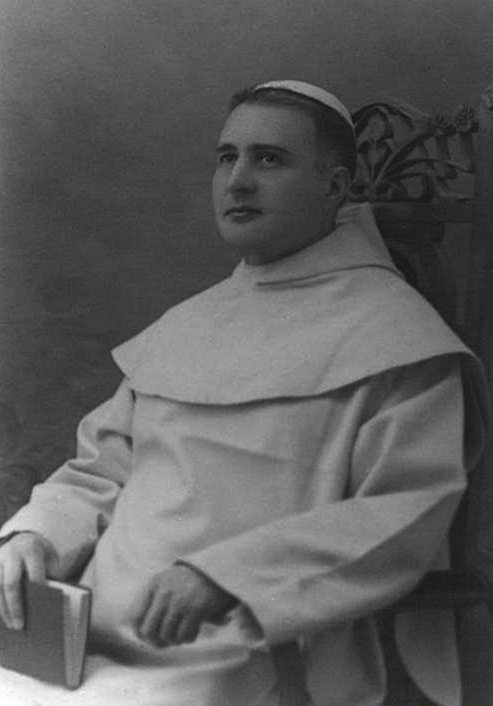
Norbert Motylewski – przeor klasztoru paulinów na Jasnej Górze w latach 1934–1943.

Przeor (łac. prior „przedni, naczelny”) – przełożony domu zakonnego lub wyższy duchowny, niebędący biskupem. Odpowiednikiem w zakonach i zgromadzeniach zakonnych żeńskich jest przeorysza.
Termin oznacza:
- przedstawiciela lub zastępcę opata w klasztorach monastycznych reguły św. Benedykta, np. benedyktynów, cystersów, trapistów i in.;
- przełożonego mniejszych lub niesamodzielnych klasztorów monastycznych;
- przełożonego klasztorów monastycznych innych reguł, np. dominikanów i paulinów;
- przełożonego jednostki administracyjnej w Niemczech do końca XVIII w., powiązanej z klasztorem. Przeor oprócz władzy duchownej spełniał rolę suwerena na określonym terytorium, przy czym nie zawsze musiał być członkiem zakonu, a jedynie duchownym diecezjalnym.

Odpowiednikiem przeora w zakonach franciszkańskich jest gwardian, a w zgromadzeniach zakonnych superior. Instytucja przeora przetrwała także w kościele anglikańskim i niektórych kościołach luterańskich . W kościele prawosławnym podobną funkcję spełnia igumen.
Klasztor lub jednostkę administracyjną, kierowaną przez przeora nazywa się przeoratem lub przeorstwem.